# Raven-Symoné
Raven-Symoné Christina Pearman (sinh vào ngày 10 tháng 12 năm 1985), hay còn được biết đến với tên Raven-Symoné, hoặc đơn giản là Raven. Cô là một ca sĩ, diễn viên, nhạc sĩ, nghệ sĩ hài, vũ công, sản xuất truyền hình và người mẫu Mĩ. Symoné bắt đầu sự nghiệp của mình vào 1989 sau khi xuất hiện trong chương trình A Different World với vai Olivia và phát hành album đầu tay của mình Here's to New Dreams (1993) với đĩa đơn "That's What Little Girls Are Made Of" giành được vị trí 68 trên bảng xếp hạng Billboard Hot 100.
Symoné tiếp tục xuất hiện trong một số chương trình truyền hình như The Cosby Show và Hangin' with Mr. Cooper, khoảng cuối những năm 80' và đầu năm 90'. Năm 2003, Symoné thật sự tỏa sáng và thành công trong bộ phim truyền hình dài tập thành công nhất của kênh Disney Channel, That's So Raven với vai cô nàng Raven Baxter, một cô gái có thể thấy trước tương lai và cố gắng giữ bí mật ấy không cho những người xung quanh mình biết. Sê-ri phim được bắt đầu vào năm 2003, kết thúc năm 2007 và cô được đề cử nhiều giải thưởng nhờ phim này. Trong khi thực hiện bộ phim That's So Raven, Symoné ra mắt album phòng thu thứ ba của mình mang tên This is My Time (2004) trở thành album bán chạy nhất của Raven cho đến thời điểm này, đứng ở vị trí 51 trên bảng Billboard 200. Vào năm 2008, cô tiếp tục phát hành album thứ tư mang tên Raven-Symoné (2008), đứng vị trí 159 trên bảng xếp hạng Billboard.
Ngoài ra, cô cũng khá thành công trong sự nghiệp điện ảnh của mình khi tham gia vào một số bộ phim như Dr. Dolittle (1998), Dr. Dolittle 2 (2001), College Road Trip (2008), và các bộ phim truyền hình như The Cheetah Girls (2003), Cheetah Girls 2 (2006), Revenge of the Bridesmaids (2010). Raven đồng thời lồng tiếng cho vai Monique trong bộ phim hoạt hình dài tập của kênh Disney Channel Kim Possible và lồng tiếng cho bộ phim Tinker Bell. Raven-Symoné còn là một người hướng dẫn cách làm đẹp, thức ăn... dành cho các bạn nữ với trang web video mang tên Raven-Symoné Presents.

## Cuộc đời và sự nghiệp

### 1985–1992: Cuộc sống đời thường và bắt đầu nổi tiếng
Raven-Symoné được sinh ra ở Atlanta, Georgia có mẹ là Lydia Gaulden và cha là Christopher B. Pearman. Lên 3, gia đình cô chuyển đến làng Ossining, New York, nơi cô được học tập tại trường Park. Trong khoảng thời gian đó, cô làm việc tại công ty Young Faces ở Atlanta. Vào lúc 2 tuổi, cô làm việc với công ty người mẫu Ford ở thành phố New York để quảng bá cho hãng sản phẩm như bánh Ritz, Jell-O, Fisher-Price, và Cool Whip.
Năm 1989, Raven-Symoné được khán giả quan tâm khi góp mặt vào bộ phim của Bill Cosby, Ghost Dad. 3 tuổi là độ tuổi quá nhỏ so với vai diễn, nhưng Cosby yêu mến Symoné và quyết định cho cô vào vai cô cháu gái Olivia trong bộ phim truyền hình dài tập The Cosby Show. Raven-Symoné xuất hiện lần đầu trong tập mở màn mùa thứ sáu của loạt phim, và đóng liên tục cho đến khi bộ phim kết thúc vào năm 1992. Sau đó cô xuất hiện trong vai của nữ diễn viên Halle Berry khi còn nhỏ, 1 nô lệ da màu ngang ngạnh, trong bộ phim truyền hình Queen: The Story of an American Family, dựa trên cuốn sách của Alex Haley.

### 1993–2001:Here's to New Dreams,Undeniablevà lần đầu đóng phim điện ảnh
Raven-Symoné bắt đầu sự nghiệp âm nhạc của mình vào lúc 7 tuổi, cô ký hợp đồng với hãng MCA Records. Cô dành năm ấy để luyện tập giọng hát với nghệ sĩ rap nổi tiếng Missy Elliott. Album đầu tay của cô mang tên Here's to New Dreams, được phát hành vào ngày 22 tháng 6 năm 1993, gồm hai đĩa đơn phát hành là "That's What Little Girls Are Made Of" và "Raven Is the Flavor". "That's What Little Girls Are Made Of" giành được vị trí 68 trên bảng Billboard Hot 100. Album không gặt hái được nhiều thành công khi số lượng đĩa bán ra quá thấp và thứ hạng trên các bảng xếp hạng không được cao, vì vậy cô đã hủy hợp đồng với hạng đĩa vào năm 1995.
Sau khi rời khỏi bộ phim The Cosby Show, cô được nhận vào vai Nicole Lee trong chương trình Hangin' with Mr. Cooper. Trong khi thực hiện bộ phim, cô nhận được vai diễn điện ảnh đầu tiên của mình trong phim The Little Rascals, khi thủ vai bạn gái của Stymie.
Vào năm 1996, Raven-Symoné và cha cô cùng nhau thành lập hãng thu âm RayBlaze Records, đồng thời cô cũng ký hợp đồng với hãng Crash Records để phát hành album phòng thu thứ hai của mình là Undeniable, được phát hành vào tháng 5 năm 1999. Album chỉ phát hành một đĩa đơn là bản trình bày lại ca khúc của Stevie Wonder - "With a Child's Heart".
Sau đó cô được xuất hiện trong bộ phim điện ảnh bom tấn do danh hài Eddie Murphy đóng vai chính mang tên Dr. Dolittle (Bác sĩ Thú Y) và sau đó là Dr. Dolittle 2 trong vai Charisse Dolittle, cô con gái lớn của bác sĩ thú ý Dolittle. Trong khi đó, cô cũng tham gia vào bộ phim truyền hình Zenon: Girl of the 21st Century, bộ phim đầu tiên cô làm việc với hãng Disney.

### 2002–2007:That's So Raven,This Is My Time, vàThe Cheetah Girls
Vào năm 2002, Raven-Symoné thử vai cho bộ phim truyền hình dài tập của đài Disney Channel với tên Absolutely Psychic kể về một cô gái trẻ với khả năng tâm linh. Cô đã thử vai cho nhân vật Chelsea Daniels, nhưng lại được chọn cho nhân vật chính Raven Baxter và sau đó bộ phim được chuyển tên thành That's So Raven. Sê-ri được trình chiếu ngày 17 tháng 1 năm 2003, trở thành bộ phim thu hút khán giả và có thời gian trình chiếu dài nhất của kênh Disney. Các vật dụng như nhạc phim, đĩa DVD, búp bê và trò chơi điện tử đều bán rất chạy. That's So Raven được đề cử cho giải Emmy Awards cho Outstanding Children's Program vào năm 2005 và năm 2007. Sau đó cô cũng xuất hiện trong một tập phim của phần đặc biệt của bộ phim mang tên Cory in the House.
Trong thời gian thực hiện bộ phim, cô nhận lồng tiếng cho nhân vật Danielle trong bộ phim Fat Albert và vai Marti trong Everyone's Hero. Cô còn góp mặt trong bộ phim điện ảnh The Princess Diaries 2: Royal Engagement (Nhật Ký Công Chúa: Đám Cưới Hoàng Gia). Vào năm 2003, cô trở thành nhân vật chính trong The Cheetah Girls, kể về câu chuyện bốn cô bạn thân cùng nhau trở thành những ngôi sao âm nhạc. Đây là bộ phim nhạc kịch của kênh Disney và gồm các sản phẩm khác như búp bê, trò chơi và đĩa nhạc phim Bạch kim,... Năm 2006, Raven-Symoné tiếp tục đóng phần tiếp theo của bộ phim - The Cheetah Girls 2 và còn nắm giữ vai trò Giám đốc sản xuất cho bộ phim. Bộ phim thu hút đến 8 triệu người trong đêm trình chiếu, trở thành bộ phim có số lượng khán giả theo dõi cao nhất trên kênh Disney. Nhạc phim đứng thứ 5 trên bảng xếp hạng Billboard 200 và được tổ chức RIAA chứng nhận là đĩa Bạch kim tại Mĩ.
Đầu năm 2003, cô ký hợp đồng với hãng Hollywood Records, một hãng thu âm được sở hữu bởi Disney. Vào ngày 21 tháng 9 năm 2004, cô phát hành album thứ ba This Is My Time, với đĩa đơn "Backflip", được quảng bá trên kênh Disney, BET và MTV. Album lần đầu giữ vị trí 51 trên bảng xếp hạng Billboard 200 với 19,000 bản được bán ra lần đầu tiên và trở thành album thành công nhất của cô. Symoné sau đó đã trích 5 ca khúc từ album này để phát hành đĩa mở rộng với hãng Hollywood Records vào 1 tháng 1 năm 2004 đã giành quyền phát hành This Is My Time trước với 5 ca khúc "Backflip", "Bump", "Overloved", "What Is Love?", và "Mystify".
"Backflip" trở thành đĩa đơn quảng bá đầu tiên nằm trong album This Is My Time. Bốn ca khúc trong album này còn được kèm vào các bộ phim của Disney như: The Lion King 1½ với "Grazing in the Grass"; The Princess Diaries 2: Royal Engagement với "This Is My Time"; Ice Princess với "Bump"; and Go Figure với "Life Is Beautiful".
Năm 2004, Raven-Symoné đồng thời cũng thu âm vài bài hát cho album nhạc của That's So Raven trong đó gồm nhạc mở đầu của bộ phim. Album giành vị trí thứ 44 trên bảng Billboard 200 và được chứng nhận là đĩa Vàng với 500,000 bản được bán.
Để quảng bá cho album phòng thu của mình, trong đĩa nhạc phim thứ hai của That's So Raven - That's So Raven Too! gồm những bài hát của cô trong "This Is My Time". Raven-Symoné sau đó đã bắt đầu tour diễn của mình mang tên This Is My Time Tour được bắt đầu ngày 19 tháng 5 năm 2006 và kết thúc tại ngày 21 tháng 10 năm 2006 chỉ trong nội bộ nước Mĩ.
Năm 2008, trong thời gian The Cheetah Girls: One World sản xuất, do "lý do cá nhân" và do những cuộc cãi vã của cô và các diễn viên trong lúc thực hiện phần 2 của bộ phim, vì vậy cô đã rời nhóm, chấm dứt tình bạn của mình và không xuất hiện trong phần này của bộ phim.

### 2008–2009:College Road Trip,Raven-Symoné, vàTinker Bell
Năm 2008, Raven-Symoné đã thủ vai chính đầu tiên của mình trong bộ phim điện ảnh College Road Trip trong vai cô gái 17 tuổi Melanie Porter đóng cặp cùng diễn viên nổi tiếng Martin Lawrence. Bộ phim thu về $14,000,000 từ 2,706 rạp phim tại Hoa Kỳ và Canada, đứng vị trí thứ hai trên các bảng xếp hạng điện ảnh và thu về tổng cộng $60,000,000 toàn thế giới.

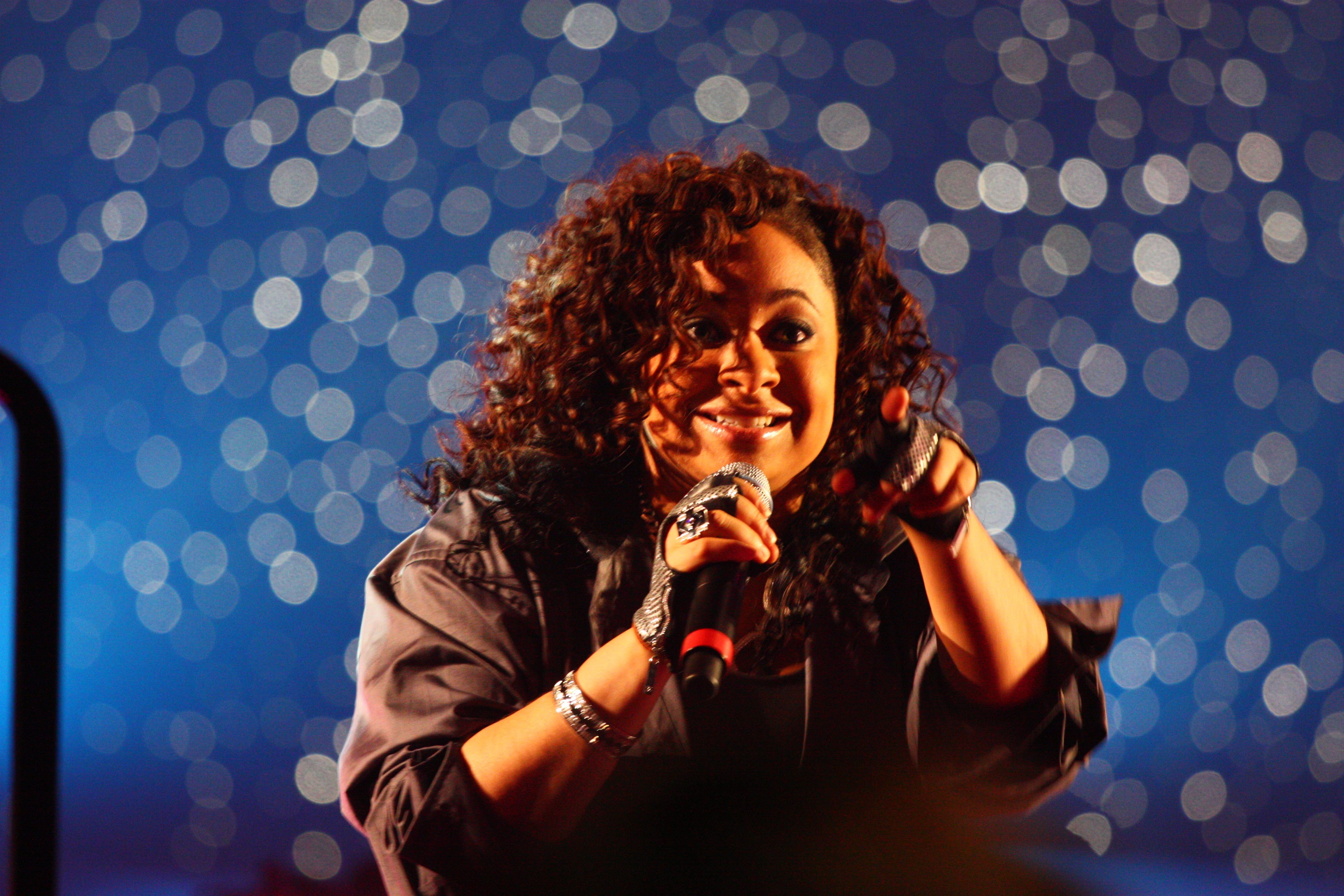
Raven trình diễn tại Disson Skating & Gymnastics Spectacular.

Album phòng thu thứ tư của cô Raven-Symoné được phát hành vào ngày 29 tháng 4 năm 2008. Album được sản xuất bởi Sean Garrett (Beyoncé), The JAM (Leona Lewis), Knightwritaz, và The Clutch (Timbaland, Ciara). Album phát hành duy nhất một đĩa đơn là "Double Dutch Bus", bản hát lại của Frankie Smith với giai điệu sôi động. Đĩa đơn được phát hành ngày 9 tháng Hai và video được phát hành vào ngày 18 tháng 3 năm 2008. Album "mở hàng" với vị trí 159 trên bảng Billboard 200 tại Mĩ. Để quảng bá cho album, cô đã lên kế hoạch thực hiện tour diễn mang tên "The Pajama Party Tour" vào mùa Xuân 2008, nhưng sau đó tour đã bị hoãn lại. Sau đó, Raven-Symoné đã tuyên bố sẽ lên lịch lại và sẽ bắt đầu vào Hè 2008. Tour nay đã trở thành Raven-Symoné: Live Tour được bắt đầu vào tháng 7 năm 2008 và kết thúc năm 2009.
Trong khi thực hiện tour diễn Hè, cô đã hoàn thành hợp đồng 2 album với hãng Hollywood Records, cô tuyên bố sẽ không bao giờ sẽ ký hợp đồng lại với hãng thu âm này.
Năm 2008-2009, Raven-Symoné đã lồng tiếng cho nhân vật cô tiên ánh sáng Iridessa trong sê-ri phim điện ảnh được chuyển thể thành DVD gồm Tinker Bell, Tinker Bell and the Lost Treasure, và Tinker Bell and the Great Fairy Rescue. Raven-Symoné đã chấp nhận thực hiện hai phần nữa của bộ phim là Tinker Bell and the Mysterious Winter Woods và Tinker Bell: Race Through the Seasons. Raven đồng thời cũng xuất hiện trong bộ phim tài liệu của Chris Rock - Good Hair.
Trong một buổi phỏng vấn với Teenmag.com, cô tuyên bố rằng cuối năm 2009, cô sẽ trở lại với album tiếp theo. Cô nói rằng đó sẽ là "R&B và đương nhiên cùng một lời nhạc mới lạ". Cô chia sẻ thêm rằng cô rất mong muốn kết hợp với một "Timbaland tiếp theo" và cộng sự cũ của cô Clutch và J.A.M.

### 2010–nay:Revenge of the Bridesmaids, album phòng thu thứ năm vàState of Georgia

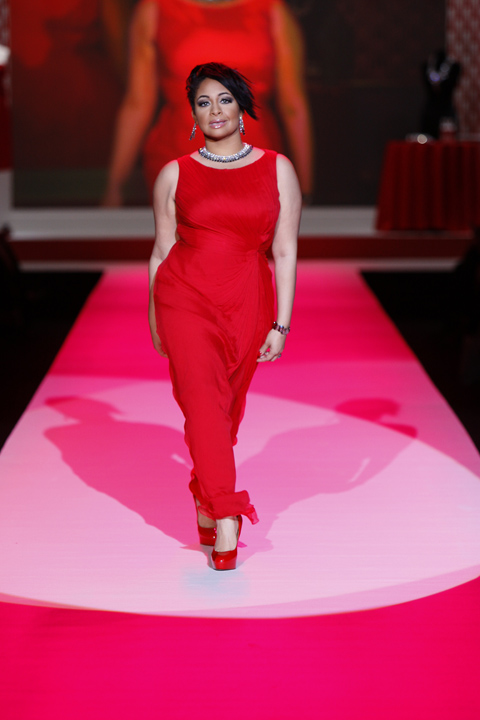
Symoné vào tháng 2 năm 2010

Vào năm 2010, Raven-Symoné trở lại với bộ phim truyền hình Revenge of the Bridesmaids. Revenge of the Bridesmaids giành được 2.5 triệu người xem, trở thành bộ phim số 1 nằm trong bảng danh sách của các phụ nữ độ tuổi 18-34 và nằm trong Top 5 chương trình có tổng lượt xem thu hút nhất tuần đó.
Raven-Symoné đồng thời còn góp mặt vào bộ phim truyền hình của kênh Disney - Sonny with a Chance với vai Amber Algoode, trưởng hội hâm mộ Chad Dylan Cooper.
Cô đồng thời cũng trình diễn cùng nghệ sĩ piano gốc Việt Nguyễn Thị Châu Giang cùng nghệ sĩ kèn và nghệ sĩ piano Arturo Sandoval, vào ngày 9 tháng Chín tại sân khấu The Hot Chocolate Nutcracker. Buổi diễn được thực hiện vào hai ngày 10-11 tháng 12 nhằm để ủng hộ trường học nhảy Debbie Allen.
Trong một buổi phỏng vấn với OnTheRedCarpet.com vào đầu năm 2011, cô đã chia sẻ rằng mình đã quay tập đầu của một bộ phim truyền hình mới được trình chiếu trên kênh ABC Family và cô cũng đang thực hiện album tiếp theo của mình. The TriGz sẽ làm việc trong một album, cùng Manny Streetz trong vai trò là Giám đốc sản xuất. Raven tiết lộ Billboard rằng cô rất mong muốn thực hiện album này cùng Sean Garrett một lần nữa cô mong muốn rằng album sẽ mang phong cách R&B cùng "lời nhạc khác lạ".
Raven-Symoné trở lại màn ảnh nhỏ với bộ phim truyền hình mới của ABC Family mang tên State of Georgia. Tập đầu tiên của bộ phim được viết bởi Jennifer Weiner (In Her Shoes) và Jeff Greenstein (Desperate Housewives) trình chiếu vào tháng Sáu.
Ngày 31 tháng 12 năm 2014, Symoné xác nhận qua Twitter rằng cô trở lại phòng thu để bắt đầu thu âm album phòng thu thứ năm của mình.
Tháng Hai năm 2015, Raven-Symoné tái xuất hiện lần đầu tiên với 1 vai khách mời trong loạt phim truyền hình Empire (Ông Hoàng Giải Trí) của Fox. Cô cũng xuất hiện trong 2 tập phim truyền hình K.C. Undercover của Disney. Cũng trong năm 2015, cô đóng vai khách mời Rhonda Johnson, em gái của nhân vật Anthony Anderson, trong bộ phim hài Black-ish của đài ABC. Tháng 5 năm 2015, Symoné được thông báo sẽ tham gia talkshow The View của ABC.
Vào tháng 5 năm 2016, Raven-Symoné đã phát hành trực tuyến hai bản nhạc mới thông "Sarafina" và "Cruise Control".
Ngày 27 tháng 10 năm 2016, Raven-Symoné thông báo rằng cô sẽ rời khỏi The View trước cuối năm 2016 để tập trung vào sản xuất điều hành và tham gia vào phim truyền hình Raven's Home (là ngoại truyện của loạt phim That's So Raven)....

## Đời tư
Tháng 8 năm 2013, Raven-Symoné đã bình luận về việc hợp pháp hóa hôn nhân đồng giới, "Hôm nay tôi rất vui khi nghe có nhiều tiểu bang đã hợp pháp hoá hôn nhân đồng tính. Tôi chưa kết hôn, nhưng tôi biết bây giờ tôi có thể".
Năm 2013, cô ngưng diễn xuất một thời gian ngắn để theo học mỹ thuật tại Học viện của Đại học Mỹ thuật.
Trong một cuộc phỏng vấn tháng 10 năm 2014 với Oprah Winfrey, cô thừa nhận là đang ở trong một "mối quan hệ tuyệt vời, hạnh phúc" với bạn tình đồng giới của mình. Năm 2015, Raven-Symoné cho biết người tình của cô là người mẫu AzMarie Livingston. Ngày 20 tháng 10 năm 2015, Raven-Symoné thông báo cô đã chia tay với AzMarie sau một 3 năm gắn bó.
Năm 2016, Raven-Symoné tự gọi mình là một người đồng tính nữ trên chương trình The View.

## Sự nghiệp điện ảnh

### Phim nhựa
| Năm  | Tựa                                          | Vai                    | Ghi chú |
| ---- | -------------------------------------------- | ---------------------- | --- |
| 1994 | The Little Rascals                           | Bạn gái của Stymie     | |
| 1998 | Dr. Dolittle                                 | Charisse Dolittle      | Đề cử - Kids' Choice Award for Favorite Movie |
| 1999 | Zenon: Girl of the 21st Century              | Nebula Wade            | Bộ phim Độc quyền của kênh Disney Đề cử - YoungStar Awards for Best Performance by a Young Actress in a Mini-Series/Made for TV Film                                                              |
| 2001 | Dr. Dolittle 2                               | Charisse Dolittle      | Genesis Awards for Feature Film Đề cử - Image Awards for Outstanding Youth Actor/Actress Đề cử - Kids' Choice Awards for Favorite Female Movie Star Đề cử - Kids' Choice Award for Favorite Movie |
| 2003 | The Cheetah Girls                            | Galleria Garibaldi     | Bộ phim Độc quyền của kênh Disney Đề cử - Black Reel Award for Best Actress: T.V. Movie/Cable |
| 2003 | Kim Possible: A Sitch in Time                | Monique (giọng)        | Bộ phim Độc quyền của kênh Disney |
| 2004 | Zenon: Z3                                    | Nebula Wade            | Bộ phim Độc quyền của kênh Disney |
| 2004 | The Princess Diaries 2: Royal Engagement     | Công chúa Asana        | |
| 2004 | Fat Albert                                   | Danielle (giọng)       | Đề cử - Teen Choice Awards for Choice Movie: Animated/Computer Generated |
| 2005 | Kim Possible: So the Drama                   | Monique (giọng)        | Bộ phim Độc quyền của kênh Disney Để cử - BET Comedy Awards for Best Performance in an Animated Theatrical Film                                                                                   |
| 2006 | For One Night                                | Brianna McCallister    | Phim của đài Lifetime Movie Network |
| 2006 | The Cheetah Girls 2                          | Galleria Garibaldi     | Bộ phim Độc quyền của kênh Disney Đồng thời là giám đốc sản xuất |
| 2006 | Everyone's Hero                              | Marti Brewster (giọng) | |
| 2008 | College Road Trip                            | Melanie Porter         | Đề cử - Teen Choice Award for Choice Comedy Movie Đề cử - Golden Icon Awards for Favorite Teen Movie Summer Fort Myers Beach Film Festival for Fav Summer Teen Flick Comedy                       |
| 2008 | Tinker Bell                                  | Iridessa (giọng)       | Bộ phim được chuyển thể thành đĩa |
| 2009 | Good Hair                                    | Chính cô               | Xuất hiện đặc biệt Black Reel Awards for Best Documentary Image Awards for Outstanding Documentary (Theatrical or Television)                                                                     |
| 2009 | Tinker Bell and the Lost Treasure            | Iridessa (giọng)       | Bộ phim được chuyển thể thành đĩa |
| 2010 | Revenge of the Bridesmaids                   | Abigail "Abby" Scanlon | ABC Family Original Movie Đề cử - People's Choice Awards for Favorite Family TV Movie |
| 2010 | Tinker Bell and the Great Fairy Rescue       | Iridessa (giọng)       | Bộ phim được chuyển thể thành đĩa |
| 2011 | Tinker Bell and the Mysterious Winter Woods  | Iridessa (giọng)       | Bộ phim được chuyển thể thành đĩa |
| 2012 | Secret of the Wings                          | Iridessa (giọng)       | Bộ phim được chuyển thể thành đĩa |
| 2014 | The Pirate Fairy                             | Iridessa (giọng)       | Bộ phim được chuyển thể thành đĩa |
| 2015 | Tinker Bell and the Legend of the NeverBeast | Iridessa (giọng)       | Bộ phim được chuyển thể thành đĩa |
| 2015 | A Girl Like Grace                            | Mary                   | Phim độc lập |
| 2017 | Animal Crackers                              | Binkley (giọng)        | |

### Truyền hình
| Năm           | Tựa                                             | Vai diễn                                    | Ghi chú                                                                                            |
| ------------- | ----------------------------------------------- | ------------------------------------------- | -------------------------------------------------------------------------------------------------- |
| 1989          | A Different World                               | Olivia Kendall                              | "Forever Hold Your Peace" (Mùa 3, tập 5)                                                           |
| 1989 đến 1992 | The Cosby Show                                  | Olivia Kendall                              | Mùa 6–8, 64 tập                                                                                    |
| 1990          | ABC TGIF                                        | Nicole                                      | 1 tập                                                                                              |
| 1990          | The Muppets at Walt Disney World                | Cô gái trẻ                                  | |
| 1992          | The Fresh Prince of Bel-Air                     | Claudia                                     | "Vying for Attention" (Mùa 2, tập 21)                                                              |
| 1993          | Queen: The Story of an American Family          | Queen (5 tuổi)                              | Bị cắt bỏ vai                                                                                      |
| 1993 đến 1997 | Hangin' with Mr. Cooper                         | Nicole Lee                                  | Mùa 2–5, 79 tập                                                                                    |
| 1995          | Happily Ever After: Fairy Tales for Every Child | Goldilocks / Olivia / Zoe (Giọng)           | "The Princess and the Pauper" (Mùa 2, tập 8) "Goldilocks and the Three Bears" (Mùa 3, tập 8)       |
| 1996          | Bill Nye the Science Guy                        | Chính cô                                    | "Human Transportation" (Mùa 3, tập 56)                                                             |
| 1997          | Space Ghost Coast to Coast                      | Chính cô                                    | "Piledriver" (Mùa 3, Tập 18)                                                                       |
| 2001          | My Wife and Kids                                | Charmaine                                   | "Mom's Away: Part 1" (Mùa 2, Tập 1) "Mom's Away: Part 2" (Mùa 2, Tập 2)                            |
| 2001          | The Proud Family                                | Stephanie                                   | "Seven Days of Kwanzaa" (Mùa 1, Tập 11)                                                            |
| 2002 đến 2007 | Kim Possible                                    | Monique (giọng)                             | Vai phụ, 27 Tập                                                                                    |
| 2003 đến 2007 | That's So Raven                                 | Raven Baxter                                | Vai chính                                                                                          |
| 2004          | Fillmore!                                       | Maryanne Greene / Alexandria Quarry (giọng) | "Code Name: Electric Haircut" (Mùa 2, Tập 9) "Field Trip of the Just" (Mùa 2, Tập 13)              |
| 2005          | Higglytown Heroes                               | Playground Monitor (giọng)                  | "Wayne's Ripping Adventure" (Mùa 1, Tập 14)                                                        |
| 2006          | The Suite Life of Zack and Cody                 | Raven Baxter                                | "That's So Suite Life of Hannah Montana" (Mùa 2, Tập 20)                                           |
| 2007          | Cory in the House                               | Raven Baxter                                | "That's So in the House" (Mùa 1, Tập 16)                                                           |
| 2008          | American Dad!                                   | Katie / Wife (giọng)                        | "Office Spaceman" (Mùa 3, Tập 14) "Stanny Slickers II: The Legend of Ollie's Gold" (Mùa 3, Tập 15) |
| 2010          | Sonny With a Chance                             | Amber Algoode                               | "That's So Sonny" (Mùa 2, Tập 35)                                                                  |
| 2011          | State of Georgia                                | Georgia                                     | Vai chính. Đề cử - Giải Teen Choice cho Ngôi sao truyền hình nữ mùa hè.                            |
| 2011          | Pixie Hollow Games                              | Iridessa                                    | Lồng tiếng, phim truyện truyền hình                                                                |
| 2011          | Rupaul's Drag U                                 | Guest Judge                                 | Tập: "Looking for a New Job"                                                                       |
| 2013          | Rupaul's Drag U                                 | Whitney Gibbons                             | Tập: "See Dad Run a Fever"                                                                         |
| 2015          | Empire                                          | Olivia Lyon                                 | 2 tập                                                                                              |
| 2015          | K.C. Undercover                                 | Simone Devereaux                            | 2 tập                                                                                              |
| 2015 - 2016   | The View                                        | Bản thân                                    | Đồng chủ trì (đã xuất hiện với tư cách khách nhiều lần trước đây)                                  |
| 2016          | RuPaul's Drag Race: All Stars                   | Guest Judge                                 | Tập: "All Star Talent Show"                                                                        |
| 2016          | Nashville                                       | Bản thân                                    | Tập: "Buona Notte"                                                                                 |
| 2017 - 2023   | Raven's Home                                    | Raven Lydia Baxter                          | Vai chính                                                                                          |
| 2017          | Master of None                                  | Bản thân                                    | Tập: "Buona Notte"                                                                                 |
| 2018          | Drunk History                                   | Nichelle Nichols                            | Tập: "Game Changers"                                                                               |
| 2018          | Big City Greens                                 | Maria Media                                 | Tập: "Breaking News/Cyberbullies"                                                                  |

## Đĩa nhạc
- 1993: Here's to New Dreams
- 1999: Undeniable
- 2004: This Is My Time
- 2008: Raven-Symoné

## Album nhạc phim
- 2003: The Cheetah Girls
- 2004: That's So Raven
- 2006: That's So Raven Too!
- 2006: The Cheetah Girls 2

## Liên kết
- Raven-Symoné trên AllMusic
- Raven-Symoné trên IMDb